# Vadim Demidov
Vadim Demidov (ur. 10 października 1986 w Rydze) – norweski piłkarz pochodzenia rosyjskiego występujący na pozycji obrońcy. Od 2018 jest zawodnikiem Stabæk IF.

## Kariera klubowa
Demidov urodził się w Łotewskiej Socjalistycznej Republice Radzieckiej, ale jako dziecko emigrował z rodziną do Norwegii. W 2004 roku w klubie Sandefjord Fotball (1. divisjon) rozpoczynał zawodową karierę piłkarską. W 2005 roku awansował z zespołem do Tippeligaen. Na sezon 2006 został wypożyczony do Manglerud Star. W 2007 roku odszedł do Hønefoss BK z drugiej ligi.
W 2008 roku Demidov podpisał kontrakt z pierwszoligowym Rosenborgiem Trondheim. W Tippeligaen zadebiutował 31 marca 2008 roku w wygranym 2:1 meczu z Lyn Fotball. 27 czerwca 2008 roku w zremisowanym 1:1 spotkaniu z Bodø/Glimt strzelił pierwszego gola w trakcie gry w ekstraklasie. W 2009 roku oraz w 2010 roku zdobył z klubem mistrzostwo Norwegii.
1 stycznia 2011 roku przeszedł do hiszpańskiego Realu Sociedad. W 2012 roku został zawodnikiem Eintrachtu Frankfurt. Zimą 2013 roku został wypożyczony do Celty Vigo. Latem 2013 przeszedł do Anży Machaczkała. W 2014 roku został zawodnikiem SK Brann. W 2017 grał w amerykańskim klubie Minnesota United, a w 2018 trafił do Stabæk Fotball.

## Kariera reprezentacyjna
W reprezentacji Norwegii Demidov zadebiutował 28 maja 2008 roku w zremisowanym 2:2 towarzyskim meczu z Urugwajem.